# Torresina (protista)
Torresina es un género de foraminífero bentónico de la subfamilia Discorbinellinae, de la familia Discorbinellidae, de la superfamilia Discorbinelloidea, del suborden Rotaliina y del orden Rotaliida. Su especie tipo es Torresina haddoni. Su rango cronoestratigráfico abarca desde el Plioceno hasta la Actualidad.

## Clasificación
Torresina incluye a las siguientes especies:
- Torresina haddoni
- Torresina intermedia
- Torresina involuta